# Estación de Pla de la Bruguera
Pla de la Bruguera será una estación de la segunda fase de prolongación de la línea S2 (Metro de Sabadell) de la línea Barcelona-Vallès de FGC en la localidad de Castellar del Vallès. La estación aún no tiene fecha de apertura.
| << cabecera                   | < estación               | línea  | estación >           | cabecera >>          |
| ----------------------------- | ------------------------ | ------ | -------------------- | -------------------- |
| Línea Barcelona-Vallès de FGC |                          |        |                      |                      |
| Barcelona-Plaza de Cataluña   | Sabadell - Parc del Nord | (20??) | Castellar del Vallès | Castellar del Vallès |

- Datos: Q11681668